# فرانكا (لاعب كرة قدم برازيلي)
فرانكا هو لاعب كرة قدم برازيلي في مركز الهجوم، ولد في 1995 في برازيليا في البرازيل. لعب مع نادي أمريكا.

## وصلات خارجية
- فرانكا (لاعب كرة قدم برازيلي) على موقع قاعدة بيانات كرة القدم.إي يو (الإنجليزية)
- فرانكا (لاعب كرة قدم برازيلي) على موقع Soccerway.com (الإنجليزية)